# 45. rozdanie nagród Złotych Malin
45. rozdanie Złotych Malin, antynagród przyznawanych przez Golden Raspberry Foundation dla najgorszych amerykańskich filmów za rok 2024, odbyło się 28 lutego 2025. W kapitule wybierającej nominowanych i zwycięzców zasiadało 1202 krytyków filmowych i dziennikarzy z czterdziestu dziewięciu stanów USA oraz kilkudziesięciu innych krajów.
Ze względu na trwające w Kalifornii pożary pierwotny termin ogłoszenia nominowanych dwukrotnie zmieniono, ostatecznie ogłaszając ich 21 stycznia zamiast, jak planowano wcześniej, 16 stycznia. Większość nominacji – łącznie osiemnaście – otrzymały filmy zrealizowane na podstawie komiksów: Joker: Folie à deux (siedem nominacji, tj. najwięcej w edycji), Madame Web (sześć; drugie miejsce ex æquo z trzema innymi filmami), Kraven Łowca (trzy) i Kruk (dwie).
Plastikowe statuetki o wartości niespełna pięciu dolarów przyznano w dziesięciu kategoriach w sześcioipółminutowym materiale, a laureatów ogłaszała animowana Złota Malina dubbingowana przez Billa A. Jonesa. Poza dziewięcioma kategoriami głównymi przyznano także Nagrodę Odkupienia, którą otrzymała Pamela Anderson (w 1998 nagrodzona za Żyletę) za główną rolę w The Last Showgirl. Największą liczbę statuetek – trzy – zdobyła Madame Webb, dwie przyznano Jokerowi: Folie à deux, komedii Bez lukru i dramatowi Megalopolis.
W kategoriach aktorskich nominowano kilkoro laureatów i laureatek Oscara: Cate Blanchett, Arianę DeBose, Lady Gagę, Joaquina Phoeniksa i Jona Voighta. Ostatniego z wymienionych, niedługo wcześniej wybranego przez Donalda Trumpa na jednego z „ambasadorów Hollywoodu”, po raz drugi w karierze nominowano za występ w czterech filmach (wcześniej taką samą liczbę nominacji otrzymał w roku 2008). Nominowany za najgorszą rolę pierwszoplanową Zachary Levi stwierdził, że chociaż w teorii powinien czuć się urażony, to umieszczenie go w gronie tak uznanych aktorów i aktorek traktuje jako „(nie)wątpliwy komplement”. W oświadczeniu opublikowanym na Instagramie Francis Ford Coppola przyjął Złotą Malinę dla najgorszego reżysera, przyznaną mu za Megalopolis.

## Laureaci i nominowani

### Najgorszy film
- Madame Web (Columbia Pictures, prod. Lorenzo di Bonaventura)
  - Borderlands (Lionsgate Films, prod. Ari Arad, Avi Arad i Erik Feig)
  - Joker: Folie à deux (Warner Bros. Pictures, prod. Scott Silver i Todd Phillips)
  - Megalopolis (Lionsgate Films, prod. Barry Hirsch, Fred Roos, Michael Bederman i Francis Ford Coppola)
  - Reagan (ShowBiz Direct, prod. Mark Joseph)

### Najgorsza reżyseria
- Francis Ford Coppola – Megalopolis
  - S.J. Clarkson – Madame Web
  - Todd Phillips – Joker: Folie à deux
  - Eli Roth – Borderlands
  - Jerry Seinfeld – Bez lukru

### Najgorszy aktor
- Jerry Seinfeld jako Bob Cabana – Bez lukru
  - Jack Black jako Szatan / „święty Mikołaj” – Drogi Mikołaju
  - Zachary Levi jako Harold – Harold i magiczna kredka
  - Joaquin Phoenix jako Arthur „Joker” Fleck – Joker: Folie à deux
  - Dennis Quaid jako Ronald Reagan – Reagan

### Najgorsza aktorka
- Dakota Johnson jako Cassandra Webb – Madame Web
  - Cate Blanchett jako Lilith – Borderlands
  - Bryce Dallas Howard jako Elly Conway – Argylle: Tajny szpieg
  - Lady Gaga jako Harley „Lee” Quinzel – Joker: Folie à deux
  - Jennifer Lopez jako Atlas Shepherd – Atlas

### Najgorszy aktor drugoplanowy
- Jon Voight – Megalopolis (jako Hamilton Crassus III), Reagan (jako Wiktor Pietrowicz), Shadow Land (jako Robert Wainwright) i Strangers (jako Richard)
  - Jack Black (dubbing) jako Claptrap – Borderlands
  - Kevin Hart jako Roland Greaves – Borderlands
  - Shia LaBeouf (w przebraniu drag) jako Clodio Pulcher – Megalopolis
  - Tahar Rahim jako Ezekiel Sims – Madame Web

### Najgorsza aktorka drugoplanowa
- Amy Schumer jako Marjorie Merriweather Post – Bez lukru
  - Ariana DeBose – Argylle: Tajny szpieg (jako Keira) i Kraven Łowca (Calypso Ezili)
  - Lesley-Anne Down jako Margaret Thatcher – Reagan
  - Emma Roberts jako Mary Parker – Madame Web
  - FKA twigs jako  Shelly Webster – Kruk

### Najgorsze ekranowe połączenie
- Joaquin Phoenix i Lady Gaga – Joker: Folie à deux
  - dowolne dwie obrzydliwe postacie (ze szczególnym uwzględnieniem Jacka Blacka) – Borderlands
  - dowolnych dwoje nieśmiesznych „aktorów komediowych” – Bez lukru
  - cała obsada – Megalopolis
  - Dennis Quaid i Penelope Ann Miller (jako „Ronny i Nancy”) – Reagan

### Najgorszy prequel, sequel, remake lub plagiat
- Joker: Folie à deux
  - Kruk
  - Kraven Łowca
  - Mufasa: Król lew
  - Rebel Moon – Część 2: Zadająca rany

### Najgorszy scenariusz
- Madame Web – Matt Sazama, Burk Sharpless, Claire Parker, S.J. Clarkson (scenariusz), Kerem Sanga, Matt Sazama, Burk Sharpless (fabuła); na podst. komiksów wydawnictwa Marvel Comics
  - Joker: Folie à deux – Scott Silver i Todd Phillips; na podst. komiksów wydawnictwa DC Comics
  - Kraven Łowca – Art Marcum, Matt Holloway, Richard Wenk (scenariusz), Richard Wenk (fabuła); na podst. komiksów wydawnictwa Marvel Comics
  - Megalopolis – Francis Ford Coppola
  - Reagan – Howard Klausner; na podst. książki Paula Kengora Ronald Reagan i obalenie komunizmu

## Rekordziści
| Nominacje | Film                  |
| --------- | --------------------- |
| 7         | Joker: Folie à deux   |
| 6         | Borderlands           |
| 6         | Madame Web            |
| 6         | Megalopolis           |
| 6         | Reagan                |
| 4         | Bez lukru             |
| 3         | Kraven Łowca          |
| 2         | Argylle: Tajny szpieg |
| 2         | Kruk                  |

| Nominacje | Film                 |
| --------- | -------------------- |
| 3         | Jack Black           |
| 2         | S.J. Clarkson        |
| 2         | Francis Ford Coppola |
| 2         | Todd Phillips        |
| 2         | Jerry Seinfeld       |
| 2         | Joaquin Phoenix      |
| 2         | Dennis Quaid         |
| 2         | Lady Gaga            |
| 2         | Penelope Ann Miller  |

| Nominacje | Film               |
| --------- | ------------------ |
| 3         | Madame Web         |
| 2         | Bez lukru          |
| 2         | Megalopolis        |
| 2         | Joker: Folie àdeux |